# 아크릴 레진
아크릴레진(Acrylic resin. 아크릴릭 레진)은 기질에 충전재(Filler)가 들어 있지 않은 자가중합형(화학중합형)의 레진이다. 충전재가 들어있지 않아서 Unfilled resin 이라고도 부른다.
아클릴레진은 분말 상태의 중합체인 폴리메틸 메타크릴레이트(Polymethyl metharylate, PMMA)와 액체 상태의 단량체인 메틸메타 크릴레이트(Methyl metharylate, MMA)를 혼합하여 사용한다. 분말상태의 중합체(폴리메틸 메타크릴레이트)가 액체 상태의 단량체(메틸메타 크릴레이트)를 흡수하여 중합반응이 일어나고 반응함에 따라 딱딱하게 경화한다.
아크릴레진은 심한 중합수축, 낮은 마모저항성, 변색 등의 색 안정성의 부족, 경화 시의 발열, 높은 변연누출 등의 단점 등이 있다.
따라서 현재는 아클릴레진을 영구수복재로는 사용하지 않으며, 임시 치관의 제작, 의치상용 레진 등에만 주로 사용한다.

## 같이 보기
- 아크릴 섬유